# Oxalis saltusbelli
Oxalis saltusbelli är en harsyreväxtart som beskrevs av Dreyer & Roets. Oxalis saltusbelli ingår i släktet oxalisar, och familjen harsyreväxter. Inga underarter finns listade i Catalogue of Life.